# Lago Rukwa
El lago Rukwa es un lago endorreico africano localizado en el suroeste de Tanzania. El alcalino lago Rukwa se encuentra a medio camino entre el lago Tanganica, unos 100 km al este, y el lago Nyasa. Está situado a una altitud de unos 800 m, en la prolongación del lago Malawi siguiendo un eje sureste-noroeste, encajado en una depresión paralela a la del Valle del Rift.
El lago ha sido testigo de grandes fluctuaciones en su tamaño en los últimos años, e incluso dentro del mismo año, debido a la variación de los flujos hídricos. En 1929 tenía tan solo 48 km de longitud, pero en 1939 ya tenía 128 km de largo y 40 km. [cita requerida] En el año 2007 tenía unos 180 km de largo y un promedio de 32 km de ancho, con una superficie de 5.760 km². Su superficie media es de 2600 km², pero varía en gran medida debido a la escasa profundidad del lago y a las bajas y poco pronunciadas orillas pantanosas. Es, por superficie, el cuarto lago del país.
Casi la mitad del lago se encuentra en la Reserva de Caza Uwanda (Uwanda Game Reserve).